# Cypripedium passerinum
Espèce
Statut de conservation UICN

 VU B2b(ii,iii,v)c(iv); C2b : Vulnérable
Statut CITES
Cypripedium passerinum est une espèce d'orchidées du genre Cypripedium originaire du Canada.